# Fehérpofájú csuszka
A fehérpofájú csuszka (Sitta leucopsis) a verébalakúak (Passeriformes) rendjébe, ezen belül a csuszkafélék (Sittidae) családjába tartozó faj.

## Rendszerezése
A fajt John Gould angol ornitológus írta le 1850-ben.

## Előfordulása
Afganisztán, India, Nepál és Pakisztán  területén honos. Természetes élőhelyei a szubtrópusi és trópusi hegyi esőerdők és tűlevelű erdők. Állandó nem vonuló faj.

## Megjelenése
Testhossza 13 centiméter, testtömege 13,5–16 gramm.
|  |

## Természetvédelmi helyzete
Az elterjedési területe nagy, egyedszáma ugyan csökken, de még nem éri el a kritikus szintet. A Természetvédelmi Világszövetség Vörös listáján nem fenyegetett fajként szerepel.